# Boeng Char
Boeng Char es una comuna (khum) del distrito de Sambour, en la provincia de Kratié, Camboya. En marzo de 2008 tenía una población estimada de 3105 habitantes.
Se encuentra ubicada al este del país, cerca de la orilla del río Mekong y de la frontera con Vietnam.